# カーミル
カーミル（كامل, Kāmil）は「完璧な（人・もの）」を意味するアラビア語由来の男性名で、アラブ諸国やその他地域における主にイスラーム教徒の名前として用いられている。「完璧なる者」という意味の称号アル＝カーミル（الكامل, al-Kamīl）のカーミルはこの人名と同じ名詞・形容詞である。
英字表記はKaamil、Kamil。口語アラビア語発音カーメル（كامل, Kāmel）に即したKaamel、Kamelも用いられている。
カタカナ表記では長母音を省いてカミルと書かれることがあるほか、口語発音から長母音を省略したカメルなどが併用されている。
英字表記で同じKamelとつづられることなどから同じ語根から成る関連語に由来する異なる男性名 カミール（كميل, Kamīl, 「極めて完璧な（人・もの）」の意）と混同されることが多いが、カーミルはアラブ人やイスラーム教徒によくある名前の一つで、カミールはアラブ人男性名としては比較的少なくレバント地方のキリスト教徒の間で多用されているという違いがある。